# 國際西藏郵報
国际西藏邮报（英语：Tibet Post International）是一家由一群藏族记者创建的非营利性独立网络新闻媒体，附属于喜馬拉雅文教信託基金會，其前身为流亡印度的益西曲桑于2007年12月10日在印度喜马偕尔邦达兰萨拉麦罗甘吉成立的藏人流亡网络社区——《西藏新闻社》。益西曲桑希望通过媒體和教育的發展，創造和平非暴力的溝通途徑，並且搭建一個平台，討論圖博媒體在流亡社群裡的未來發展方向，以促进言論自由与政治民主进程。该报的初衷是“促進西藏境內外藏人社會的民主與言論的自由”。该媒体紧密跟随西藏的动态发展，并报导西藏流亡机构的活动和运作，每天会发布一些新闻供读者了解与西藏有关的一些议题或信息等内容。这些议题有些是国际社会关注的，也有一些是中华人民共和国官方媒体报道的。该网站至今在中国大陆遭到全面封锁。自2008年5月11日到2016年12月26日期间，该报网站访问量突破390万。

## 历史沿革
- 2007年12月10日，益西曲桑创办《西藏新闻社》，即《国际西藏邮报》前身，分为藏语、中文以及英文三种语言版本；
- 2008年3月，《国际西藏邮报》在喜馬拉雅文教信託基金會的资助下正式予以注册成立；
- 2012年10月12日，宽幅英文双周版《国际西藏邮报》由西藏流亡议会议长边巴次仁在位于印度喜马偕尔邦麦克劳德甘吉（英语：McLeod Ganj）的第十四世达赖喇嘛主庙创立。这一天也是国际人权日，同时还是第十四世达赖喇嘛获颁诺贝尔和平奖的日期[2]；其主要針對英文讀者通过報導、照片、評論等提供當前西藏境內事件、西藏社會、政治、經濟、文化、佛教以及科技等相關報導。

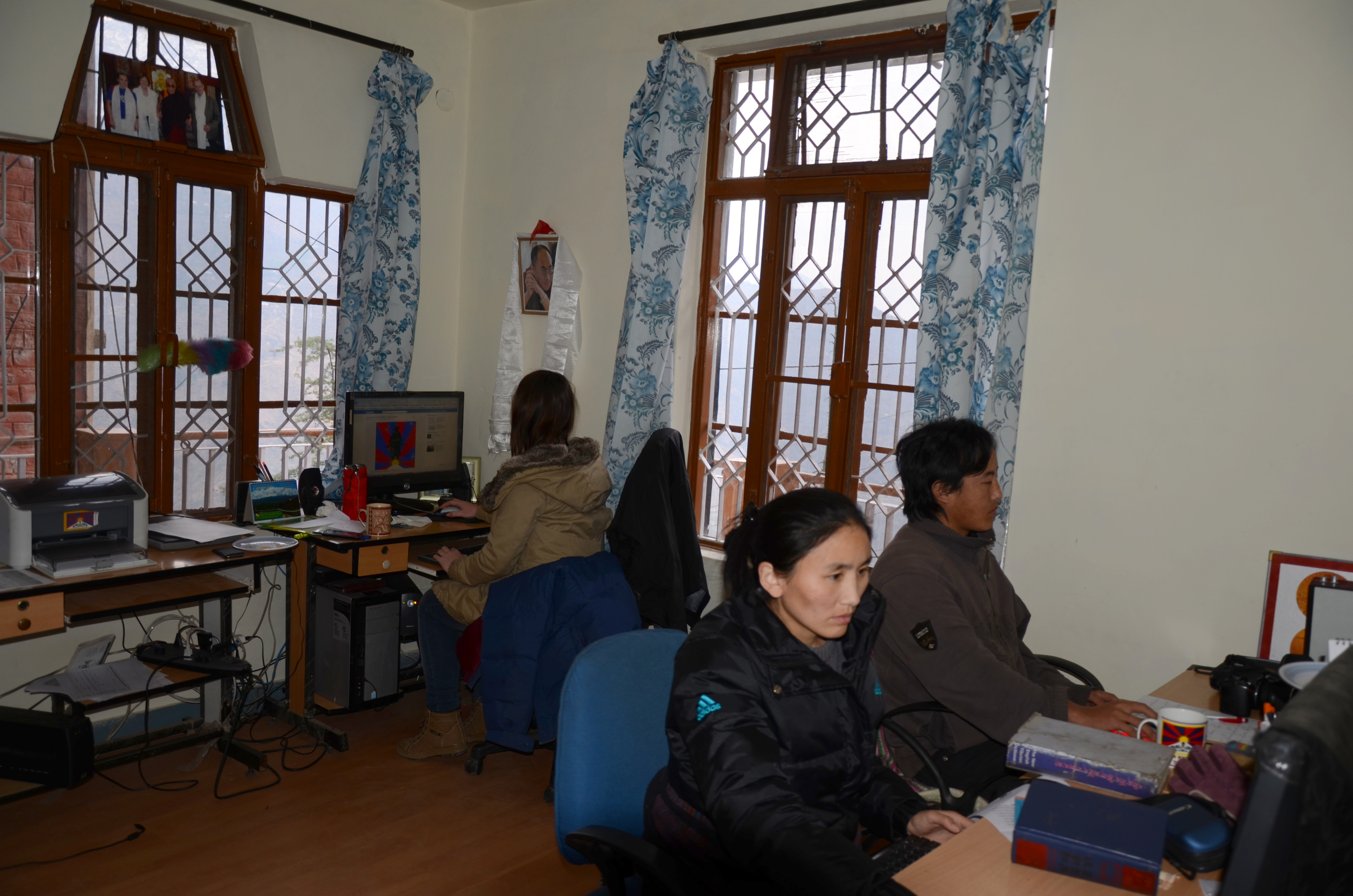
国际西藏邮报达兰萨拉办公室

## 核心观点
民主的新闻报导，必须把注意力集中在社会各阶层的民众——从政要和世界领袖、到那些抗争不公不义与压迫的民众。

## 被骇客攻击
2017年6月26月，《国际西藏邮报》被骇客袭击，网站呈现一片空白页面。网站管理员发现网站主要文件中被黑客骇入病毒或者使用自己的网页代码覆写这些文件。佛学同修称他在网站的主体结构中发现包含“中共政治人物名字”的可疑内容文件。由于大规模的网络攻击，网站关闭整整24小时。 总编辑益西曲桑表示，网站被骇原因在于该报刊载了几篇关于批评中国大陆共產主义政权特别是达赖喇嘛尊者访美期间，进行关于「和平」、「非暴力」為标题的多次独家专访报道。

## 外部連結
- . www.thetibetpost.com.   [2018-05-01]. （原始内容存档于2018-05-06） （英语）.
- . www.tibetpost.net.   [2018-05-01]. （原始内容存档于2020-11-25） （中文）.
- . www.shambalanews.com.   [2018-05-01]. （原始内容存档于2022-05-01） （藏语）.